# Аурическая синестезия
Аурическая синестезия (англ. Person-Color Synesthesia, Face-Color Synesthesia) — редкая форма синестезии, при которой узнавание образа личности человека (или воспроизведение его в памяти) сопровождается цветовыми ощущениями. При этом оттенки и интенсивность цвета могут варьироваться в зависимости от степени знакомства с человеком или его эмоционального фона. Для человека, обладающего такой формой синестезии, связь «стимул-реакция» будет носить социальный характер, то есть определять аспекты восприятия социальных отношений.

## Характеристики
При описании различных форм синестезии принято опираться на классическую модель связи стимула и реакции, введенную бихевиористами: определенная стимуляция автоматически вызывает конкретную реакцию. В случае синестезии происходит перекрест: на стимул одной модальности возникает ответная реакция другой модальности. Однако при аурической форме стимул и реакция относятся к одной модальности, но затрагивают разные аспекты восприятия (образ человека и цвет). При этом синестетический эффект возникает при перекресте сенсорного и эмоционального аспектов.
Синестетическим стимулом являются целостные или фрагментарные части образа человека (образ, силуэт, фигура), которые узнаются субъектом при непосредственном восприятии, а также при восстановлении в образе памяти. Также в редких случаях стимулами могут являться имена, неодушевлённые предметы или знаки (персонификация), наделённые характером.
Синестетической реакцией является ощущение цвета (а также цветовых сочетаний, реже текстур, температур, яркости, запахов и вкусов). Таким образом, происходит параллельное восприятие двух объектов — образа человека и цвета. При этом, цвета воспринимаются синестетом как настоящие: их восприятие ограничено индивидуальным сенсорным порогом, а также эти цвета вызывают интерференцию Струпа.
В большинстве случаев каждый человек воспринимается синестетом с определенным цветом и остается таким до конца жизни. Однако существуют случаи, когда люди, испытывающие такие ощущения, описывают, что в зависимости от различных факторов проявления синестезии могут меняться. Так, на вариации цветов и их интенсивностей могут влиять степень знакомства с воспринимаемым человеком, представления о его чертах и темпераменте. Некоторые синестеты даже могут «видеть» эмоции другого человека в образе цветовых сочетаний и оценивать таким образом его физическое и психологическое состояния. Более редкими считаются случаи, когда социальный статус, род занятий или возраст изменяют уже устоявшийся цвет.
Сенсорные аурические реакции (ощущение цвета) могут быть проективными и ассоциативными. Проективные реакции всегда привязаны к источнику, в то время как ассоциативные такого источника не имеют. В пределах субъективного пространства локализация сенсорных проективных реакций может варьироваться: источником может выступать как целостный образ человека, так и фрагментарный — зона лица и плеч, губы, глаза, силуэтный контур.

## Причины возникновения
Эпидемиологические данные по аурической форме синестезии отсутствуют, однако проведенные исследования позволяют сделать вывод, что по генезу данная разновидность не отличается от других типов. То есть на развитие аурической синестезии влияют наследственные (наследуемость предрасположенности к синестезии приблизительно 40-60 %) и средовые факторы (развитие абстрактных понятий в детском возрасте).

## Неврологическое обоснование
Механизм, лежащий в основе провоцирования аурической синестезии — кросс-активация участков правого полушария мозга, отвечающих за распознавание лиц (поле 37), веретеновидной извилины (FFA)) и прилегающей к ним зрительной зоны V4, ответственной за восприятие цветов.
Связь памяти и эмоций обеспечивается ретроспленальной корой (26, 29 и 20 зоны). Активация этого отдела при узнаваниях знакомых лиц была продемонстрирована в исследованиях с помощью фМРТ. Также зафиксирована дополнительная интеграция миндалевидного тела, островковой доли и других центров лимбической системы, которые участвуют в эмоциональных процессах и производстве социальных суждений. Таким образом, альтернативное объяснение механизма возникновения аурической синестезии затрагивает эмоциональные процессы, а также объясняет наличие социального аспекта в возникновении феномена.
Постоянство взаимосвязи конкретных стимулов и реакций (когда один человек всегда воспринимается в соответствии одного цвета) обуславливается структурно-функциональной неизменностью нейрофизиологических механизмов синестезии.

## Исследования
Вследствие массового заблуждения о том, что аурические синестеты являются представителями оккультизма, изучающих невидимые энергетические поля вокруг человека, был проведен ряд исследований.
В них сравнивали представителей синестетического и оккультных сообществ. Было выявлено, что механизмы возникновения синестезии и видения «ауры» различаются. Люди, которые приписывают себе способность видеть ауры могут иметь нарушения в функционировании рецепторов сетчатки, благодаря чему создаются оптические иллюзии в виде свечений вокруг контура силуэта. Однако чаще чтение аур является следствием эмоционального опыта. Синестезия же возникает из-за кросс-активации участков мозга. Было выявлено, что в отличие от синестетов, у которых восприятие цвета каждого человека перманентно, восприятие представителей эзотерических практик меняется со временем. Интересен факт, что в измененных состояниях сознания, таких как сновидения, опьянение, гипноз, у синестетов способность видеть цвет личности не пропадает. Также было выявлено, что и синестеты, и представители экстрасенсорных сообществ обладают схожими личностными чертами, такими как эмпатия, открытость новому опыту, склонность к фантазиям.

## Методы тестирования
В настоящее время не существует стандартизированных методик для исследования специфических свойств аурической синестезии, а также их верификации, поэтому исследователи обращаются к авторским техникам, соответствующим целям исследований. При изучении данного феномена принято использовать методы нейровизуализации (фМРТ, ПЭТ), позволяющие исследовать структурно-функциональные аспекты этого процесса. Как и при исследовании других форм синестезий исследователи полагаются на самоотчет испытуемого, а также используют верифицированные методики, ориентированные на истинность и скорость соотношения цвета и лица, иногда имени (например, тест на эффект Струпа).